# Adriana Calzadillas Flores
Adriana Iveth Calzadillas Flores, más conocida como La pulga (Chihuahua, 18 de noviembre de 1989), es una deportista mexicana que ha participado en olimpiadas y torneos nacionales de futbol soccer y rápido. Fue medallista de plata de la selección mexicana en el futbol femenil en Rusia 2013; jugadora de primera división profesional del futbol mexicano, en las posiciones centro, delantera y defensa, en 2020 obtuvo 2 títulos de goleo en Quintana Roo.

## Participación internacional
En 2013 formó parte de la selección nacional estudiantil en la Universiada Mundial de Kazan, Rusia, donde el equipo consiguió la medalla de plata en la final contra Inglaterra con un marcador de 6-2.
Tiene actividad en la Liga de Futbol Soccer de Belice como ofensiva en el equipo de Gladiators de Orange Walk, con el que tuvo una actuación en el inicio de la temporada 2020, la cual fue suspendida por la contingencia de salud por COVID.

## Trayectoria nacional
Inició su carrera en el futbol femenil con los equipos “La Familia”, “La Raza” y el equipo representativo de la UACh. Debutó en la Liga MX Femenil en julio del 2018 con las Xolas de Tijuana, donde jugó 6 de 7 partidos como titular jugando una temporada con el dorsal 20, acumuló un total de 566 minutos jugados en su posición de defensa.
Se mantuvo activa en 2020 en un torneo local de futbol rápido en Bacalar, Quintana Roo, donde acumuló 2 campeonatos e igual número de títulos de goleo.
En 2021 participó en la Liga Profesional de futbol rápido del estado de Chihuahua en el equipo juarense “La Raza”.
Participó en el torneo de Clausura 2022 formando parte del equipo de “Las Cañoneras” de Mazatlán FC, ocupando la posición de defensa, dorsal 19, fue parte fundamental del equipo jugando en 11 de 14 partidos como titular acumulando 986 minutos.
En octubre de 2022, se integró al equipo de Juárez FC bajo la dirección de Milagros Martínez, entrenadora del equipo, como dorsal 2 en la posición de defensa.
Ha participado en circuitos profesionales del sur del país, en Chetumal.
Ha promovido activamente el deporte en su estado natal al lado de sus compañeras Blanca Solís y Celeste Vidal del equipo Bravas de Ciudad Juárez impartiendo de forma gratuita clínicas de futbol femenil con el objetivo de impulsar a niñas, niños y jóvenes en el deporte, además de ser una referencia a deportistas de su estado.

## Reconocimientos
- Medalla de plata junto a la selección nacional estudiantil en 2013, en la Universiada Mundial de Kazán, Rusia.
- En el año 2013 obtuvo la estatuilla de oro del Premio Municipal de la ciudad de Chihuahua a la Excelencia en el Deporte ‘Teporaca’ en la disciplina Fútbol Asociación.[9]
- 2 títulos de goleo en Bacalar Quintana Roo.